# Поліція штату Нью-Джерсі

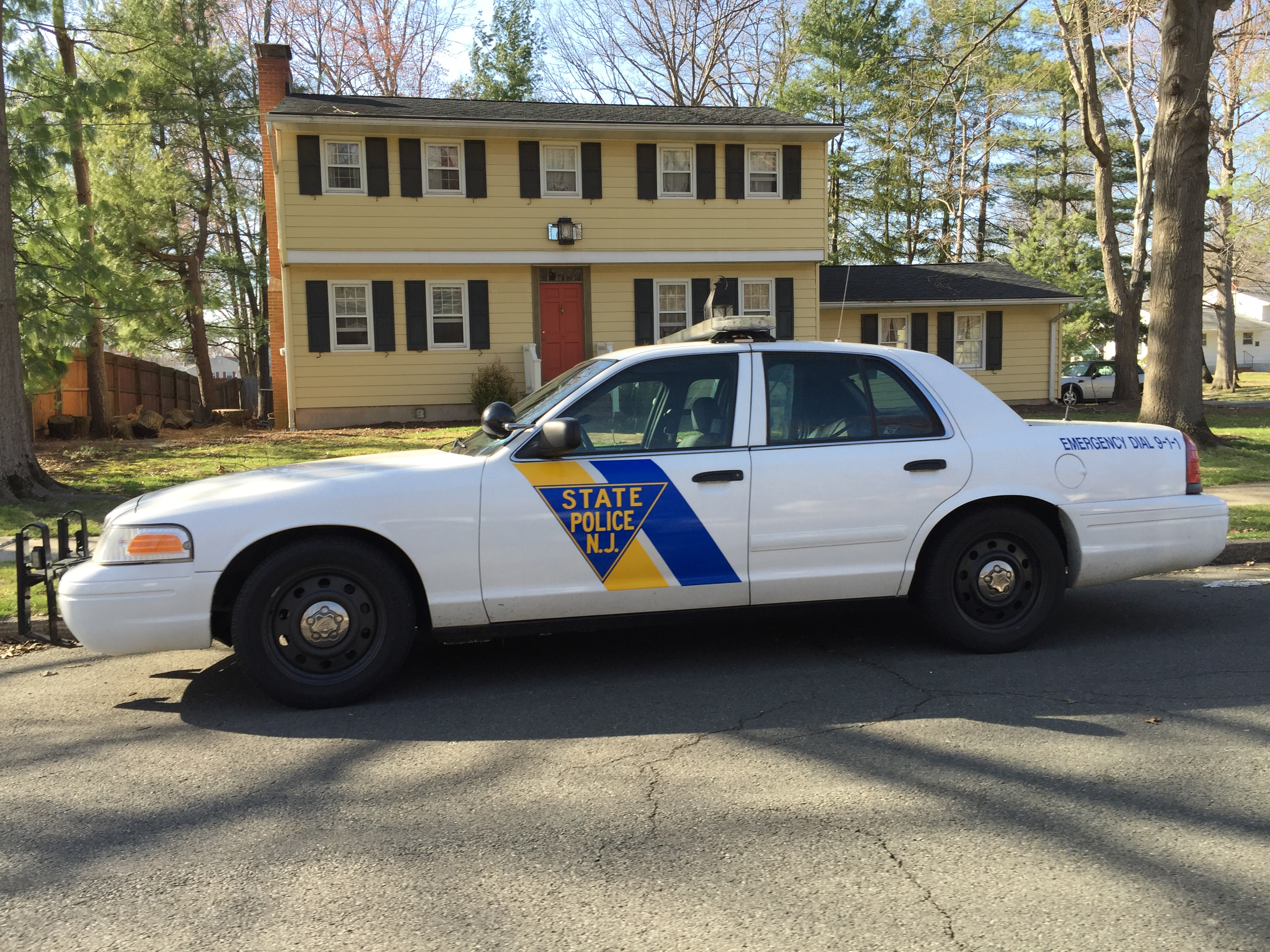
Автомобіль Поліції штату Нью-Джерсі

Поліція штату Нью-Джерсі (англ. New Jersey State Police) — правоохоронний орган американського штату Нью-Джерсі. Це поліція загальної юрисдикції, що поділена на 5 груп.

## Історія
Як і в випадку з багатьма іншими поліціями штату, початковою причиною створення поліції штату Нью-Джерсі стала необхідність забезпечити охорону закону в сільській місцевості, яка не мала правоохоронних органів, окрім шерифів, які не дуже гарно справлялися зі своїми обов'язками. Перші пропозиції щодо створення служби з'явилися в 1914 році, але тільки 29 березня 1921 був прийнятий Білль про поліцію штату, який і створив її. Сенатор Кларенс Кейс доклав значних зусиль для створення поліції штату. Першим суперінтендантом було призначено колишнього військового Нормана Шварцкопфа-старшого, який закінчив Військову академію в Вест-Пойнті. Він організував роботу поліції та тренування курсантів за армійським зразком. Навчання курсантів поліції штату почалось 1 вересня 1921. Було відібрано 116 курсантів з 600 претендентів. Тренування відбувалося в містечку Сі-Гірт де і донині перебуває Академія поліції штату. Тільки 81 курсант зі 116 закінчив тримісячний курс підготовки. 1 грудня 1921 офіцери поліції штату склали присягу, а 5 грудня, в страшну хуртовину, почали виконувати свої обов'язки на конях та мотоциклах.

## Функції
Основними функціями поліції штату Нью-Джерсі є:
- Загальні поліцейські функції — охорона закону по всьому штату, запобігання злочинам, переслідування та затримання порушників, збір доказів проти правопорушників.
- Охорона закону на автотрасах та дорогах — патрулювання всіх трас штату, розслідування аварій та інцидентів на них, проведення перевірок та виконання програм направлених на забезпечення безпеки автотрас.
- Розслідування та стеження — розслідування складних злочинів, з якими не впоралися місцеві правоохоронні органи.
- Реакція на надзвичайні ситуації — підготовка до, реакція на та усунення наслідків надзвичайних подій та катастроф, з якими не в силах впоратися місцеві органи влади, а також координування дій різних екстрених служб.
- Допомога місцевим правоохоронним органам — допомога місцевим правоохоронним органам в проведенні експертиз та в технічній сфері.
- Обслуговування баз даних щодо злочинів та ідентифікації
- Нагляд за певними видами комерційної діяльності — нагляд за особами та компаніями які займаються видами підприємницької діяльності, що визнані урядом штату як такі, що значно впливають на безпеку та добробут суспільства.

## Академія
Тренування курсантів проходить в Академії поліції штату Нью-Джерсі в містечку Сі-Гірт, округ Монмаут. Академія є дуже вимогливою до фізичних та психологічних характеристик курсантів. Приблизно 65 % початкового складу курсантів завершують академію.
В академії використовується методика «дорослого навчання», яка передбачає що курсанти мають бути активними учасниками навчального процесу. Кожному курсанту видається ноутбук з доступом в інтернет, який використовується для дослідження численних тем та вирішення задач. Навчальна програма значною мірою покладається на практичні тренування. Навчальна програма складається з десяти предметів, які стають все складнішими протягом 26ти тижнів навчання. Серед них фізичні тренування, самозахист, стрільба, безпека на воді та водіння.

## Уніформа
Окрім свого незвичайного трикутного значка, офіцери поліції штату носять помітну форму для патрулювання. Уніформа походить від служби Шварцкопфа в Кавалерії США. Уніформа складається з сорочки, блакитної для сержантів та нижче або білої для лейтенантів та вище, темно-синьої краватки, темно-синіх штанів з золотими стрічками по боках та блакитно-чорного кашкета в формі тарілки. На відміну від інших поліцейських органів, офіцери Поліції штату Нью-Джерсі носять значок тільки на кашкеті, тому дуже рідко можна побачити офіцера поліції штату без кашкета. Також офіцери носять пояс-портупею. Зимова форма складається з синьої куртки армійського типу з мідними ґудзиками та золотистими трикутними нашивками на відворотах, на яких написано справа «N.J.», а зліва «S.P.».

## Структура

### Територіальна структура
Поліція штату Нью-Джерсі поділяється на 5 груп:
- Група A — південь (включаючи Автомагістраль Атлантик-Сіті)
- Група B — північ
- Група C — центр
- Група D — автомагістраль «Нью-Джерсі Турнпайк»
- Група E — автомагістраль «Гарден стейт парквей»

### Підрозділи
- Офіс суперінтенданта
- Адміністративний відділ
  - Адміністративний відділ
  - Інформаційно-технологічний відділ
  - Відділ людських ресурсів
- Відділ національної безпеки
  - Відділ підтримки програм
  - Відділ надзвичайних ситуацій
  - Відділ спеціальних операцій
- Відділ розслідувань
  - Відділ експертизи
  - Відділ стеження
  - Відділ спеціальних розслідувань
- Відділ операцій
  - Відділ місцевих операцій
  - Відділ дорожньої та громадської безпеки[5]

## Звання
| Звання                                                 | Знак |
| ------------------------------------------------------ | ---- |
| Полковник/Суперінтендант                               |      |
| Підполковник                                           |      |
| Майор                                                  |      |
| Капітан                                                |      |
| Лейтенант                                              |      |
| Сержант першого класу / Детектив-сержант першого класу |      |
| Старший сержант                                        |      |
| Сержант / Детектив-сержант                             |      |
| Офіцер I / Детектив I                                  |      |
| Офіцер II / Детектив II                                |      |

## Демографія
- Чоловіки: 97 %[6]
- Жінки: 3 %
- Білі: 85 %
- Афроамериканці: 8 %
- Латиноамериканці: 5 %
- Азіати: 1 %
- Корінні американці: 1 %